# Зографска кула
Зографската кула (на гръцки: Πύργος Ζωγράφου) е византийска кула на Халкидическия полуостров, дем Неа Пропонтида, Гърция.

## Местоположение
Кулата е разположена край село Зографу.

## История
Кулата е била предназначена за охрана на имота на Зографския манастир. Не е известно кога е построена, вероятно след 1325 година. Според някои източници е строена в XIV, а според други в края на XV век. През 1465 година вече е повредена и не е възстановена до края на XVI век (преди 1568 година), когато се появява отново в източниците. В 1597 година метохът е унищожен и кулата се споменава отново едва в 1869 година, като „така наречената кула“. През 1922 година кулата е предоставена на бежанци от Кападокия. През 1996 година Десета ефория за византийски старини прави реконструкция на сградата.

## Описание
Кулата е правоъгълна сграда с размери 10 на 9,30 m, с три етажа и височина около 12 m. Възможно е да е имало още един етаж, който не е запазен. Дебелината на зидовете достига 1,80 m.
В долната част няма отвори за разлика от горните етажи. Главният вход е по-висок от земята от съображения за сигурност. Над входа има засводена вдлъбнатина (надврата), където по всяка вероятност е била позицията на образа на патрона (в случая Свети Георги).
Някога кулата е била покрита с мазилка (варов хоросан), по-голямата част от която е паднала и каменната зидария на сградата вече се вижда ясно.
От оригиналния български метох са оцелели и други сгради, като: икономиото, склада, църквата, чешма (от 1853 година), килии и други. Част от външната стена, която е защитавала метоха също е запазена. 